# 에구치 요스케
에구치 요스케(일본어: 江口 洋介, 1967년 12월 31일 ~ )는 일본 도쿄도 출신의 배우 겸 가수이다. 1987년 영화 '상남폭주족'에서 주인공 에구치 요스케 역으로 발탁되어 유명세를 탄다. 텔레비전 드라마 주연 데뷔작은 1987년 NHK 단발 드라마 '날개를 주세요'이다. 실질적인 데뷔 작품은 텔레비전 드라마 '이른봄 이야기'이며, 그 밖에도 '상남폭주족' 이전의 출연 작품이 있지만 잡지 등 공식 프로필에서는 '상남 폭주족' 을 데뷔 작품으로 하고 있다. 1999년 가수 모리타카 치사토와 결혼하여 1남 1녀를 두고 있다. 

## 출연 작품

### 영화
- 상남 폭주족 (1987년) ※첫 주연작
- 연인들의 시각 (1987년)
- 하느님의 핀치헌터 (1991년)
- 한 여름의 소년 (1991년)
- 일곱명의 오타쿠 (1992년)
- 히어로 인터뷰 (1994년)
- 유리 (1996년)
- ACRI (1996년)
- 스왈로우테일 버터플라이 (1996년) - 류량키 역
- 4월 이야기 (1998년) - 오다 노부나가 역
- 유★성 (1999년)
- 어나더 헤븐 (2000년) - 하야세 마나부 역
- 료마의 처와 그녀의 남편과 정부 (2002년) - 토라조 역
- 흉기의 사쿠라 (2003년) - '케시야' 사부로 역
- 전국자위대 1549 (2005년) - 카시마 유스케 역
- 김미 헤븐 (2005년) - 하야마 신스케 역
- 실크 (2006년) - 하시모토 역
- 이웃마을 전쟁 (2007년) - 키타하라 슈지 역
- 언페어 더 무비 (2007년) - 사이키 진 역
- 츠키가미 (2007년) - 카츠 카이슈 역
- 소림소녀 (2008년)
- 어둠의 아이들 (2008년) - 난부 히로유키 역
- GOEMON (2009년) - 이시카와 고에몬 역
- 퍼머넌트 노바라 (2010년) - 카시마 역
- 양과자점 코안도르 (2011년) - 토무라 료타로 역
- 하야부사 아득한 귀환 (2012년) - 후지나카 히토시 역
- 바람의 검심 (2012년) - 사이토 하지메 역
- 뇌남 (2013년) - 차야 역
- 바람의 검심 교토대화편 / 전설의 최후편 (2014년) - 사이토 하지메 역
- 천공의 벌 (2015년) - 유하라 카즈노리 역
- 인생의 약속 (2016년) - 와타나베 테츠야 역
- 낮잠공주: 모르는 나의 이야기 (2017년) - 모리카와 모모타로 / 피치 (목소리) 역
- 바람의 검심 최종장: 더 파이널 (2021년) - 후지타 고로(사이토 하지메) 역
- 장난을 잘 치는 타카기 양 (2024년) - 타나베 선생 역

### 드라마
- 날개를 주세요 (1988년) - 시미즈 타카시 역
- 대하드라마（NHK）
  - 카스가노 츠보네（1989년） - 도쿠가와 이에미츠 역
  - 신센구미!（2004년） - 사카모토 료마 역
  - 군사 칸베에（2014년） - 오다 노부나가 역
- 도쿄 러브스토리 (1991년) - 미카미 역
- 101번째 프러포즈 (1991년) - 호시노 준페이 역
- 사랑이라는 이름 하에 (1992년) - 카미노 토키오 역
- 한지붕 아래 - 카시와기 타츠야 역
  - 시즌1 (1993년)
  - 시즌2 (1997년)
- 구명병동 24시 - 신도 잇세이 역
  - 제 1시리즈（1999年1月5日 - 3月23日）
  - 제 2시리즈（2001年7月3日 - 9月18日）
  - 스페셜 2002（2002年1月1日）
  - 스페셜 2005（2005年1月4日）
  - 제 3시리즈（2005年1月11日 - 3月22日）
  - 제 4시리즈（2009年8月11日 - 9月22日）
  - ~2010 스페셜~（2010年1月3日）
- 모나리자의 미소 (2000년) - 타치바나 마사유키 역
- 사랑을 주세요 (2000년) -나가사와 모토지로 역
- 어나더 헤븐 ecilpse (2000년) - 하야세 마나부 역
- 눈물을 닦고 (2000년) - 오오니시 카츠오 역
- 런치의 여왕 (2002년) - 나베시마 유지로 역
- 붉은 수염 (2002년) - 붉은 수염 역
- 도쿄 러브 시네마 (2003년) - 타카스기 마사키 역
- 하얀 거탑 (2003년) - 사토미 슈지 역
- 도망자 RUNAWAY (2004년) - 나가이 테츠오 역
- 언페어 the special 코드 브레이킹~암호해독 (2006년) - 사이키 준 역
- 아빠의 눈물로 아이는 자란다 (2007년)
- 트라이앵글 (2009년) - 고다 료지 역
- 경관의 피 (2009년) - 안조 세이지 역
- 고가라시 몬지로 (2009년) - 고가라시 몬지로 역
- 체이스~국세청 감시관~ (2010년) - 하루마 소스케 역
- 어째서 너는 절망과 싸울 수 있었는가 (2010년) - 키타가와 신이치 역
- 구형의 황야 (2010년) - 스즈키 지로 경부보 역
- 스쿨!! (2011년) - 나루세 세이이치로 역
- 판도라III 혁명전야 (2011년) - 스즈키 세이지 역
- 숨도 쉴 수 없는 여름 (2012년) - 키야마 류이치로 역
- 재회 (2012년) - 토비나 준이치 역
- dinner (2013년) - 에자키 모토무 역
- 쿠로사와 아키라 드라마 스페셜 들개 (2013년) - 무라카미 쇼이치 역
- 나라고 하는 운명에 대해서 (2014년) - 사토 야스시 역
- 루즈벨트 게임 (2014년) - 사사이 코타로 역
- 신가리 ~야마이치증권 최후의 성전~ (2015역) - 카지이 타츠히코 역
- 어른 여자 (2015역) - 타카야마 후미오 역

### 연극
- 12명의 상냥한 일본인 (2005년)
- 수렁 (2008년)
- SHINKANSEN☆RX『고에몬록』(2008년)
- 시다의 무리 (2010년)